# Сікаш
Сікаш (перс. سيكاش) — село в Ірані, у дегестані Тутакі, в Центральному бахші, шагрестані Сіяхкаль остану Ґілян. За даними перепису 2006 року, його населення становило 97 осіб, що проживали у складі 26 сімей.

## Клімат
Середня річна температура становить 13,25°C, середня максимальна – 27,04°C, а середня мінімальна – -1,17°C. Середня річна кількість опадів – 703 мм.
| Клімат поселення                              | Клімат поселення | Клімат поселення | Клімат поселення | Клімат поселення | Клімат поселення | Клімат поселення | Клімат поселення | Клімат поселення | Клімат поселення | Клімат поселення | Клімат поселення | Клімат поселення | Клімат поселення |
| Показник                                      | Січ.             | Лют.             | Бер.             | Квіт.            | Трав.            | Черв.            | Лип.             | Серп.            | Вер.             | Жовт.            | Лист.            | Груд.            |                  |
| Середній максимум, °C                         | 11,08            | 10,14            | 11,28            | 15,71            | 20,97            | 25,72            | 27,04            | 26,88            | 22,69            | 19,55            | 15,02            | 11,20            |                  |
| Середня температура, °C                       | 5,41             | 4,49             | 5,62             | 10,06            | 15,32            | 20,07            | 22,99            | 22,81            | 18,64            | 15,50            | 10,96            | 7,14             |                  |
| Середній мінімум, °C                          | −0,23            | −1,17            | −0,03            | 4,39             | 9,64             | 14,41            | 18,94            | 18,76            | 14,58            | 11,42            | 6,91             | 3,08             |                  |
| Норма опадів, мм                              | 60               | 54               | 76               | 57               | 42               | 22               | 23               | 30               | 62               | 101              | 91               | 85               |                  |
| Середньомісячна швидкість вітру, м/с          | 2.16             | 2.52             | 2.56             | 2.58             | 2.27             | 2.02             | 2.30             | 2.13             | 1.89             | 2.09             | 2.05             | 2.06             |                  |
| Середньомісячна сонячна радіація, кДж/м²·день | 7347             | 9584             | 11665            | 15916            | 19534            | 21722            | 22245            | 18992            | 15631            | 11206            | 8892             | 6994             |                  |
| --------------------------------------------- | ---------------- | ---------------- | ---------------- | ---------------- | ---------------- | ---------------- | ---------------- | ---------------- | ---------------- | ---------------- | ---------------- | ---------------- | ---------------- |
| Джерело:                                      |                  |                  |                  |                  |                  |                  |                  |                  |                  |                  |                  |                  |                  |